# Gift (альбом)
| Оценки критиков  | Оценки критиков |
| Источник         | Оценка          |
| ---------------- | --------------- |
| AllMusic         | [ 3 ]           |
| Drowned in Sound | (10/10)         |
| Kerrang          | [ 5 ]           |
| PopMatters       | (average)       |
| Rolling Stone    | [ 7 ]           |
| Blabbermouth     | 8/10            |

«Gift» (рус. Подарок) — первый полноценный студийный альбом рок-группы Taproot, выпущенный 27 июня 2000 года на лейблах Atlantic Records и Velvet Hammer. По всему миру было продано более 250,000 копий альбома.

## Об альбоме
Песни данного альбома посвящены таким темам, как депрессия и проблемы жизни. Из различных вокальных стилей во время записи Gift были использованы речитатив, скриминг и гроулинг.
Вокал Стивена Ричардса на альбоме несколько раз сравнивался с вокалом Чино Морено, Трента Резнора, Джонатана Дэвиса и Майка Паттона. Помимо этого, Gift также сравнивали с работами групп Tool, Incubus, Deftones, Glassjaw, The Cure, Depeche Mode, Outkast, P.O.D., Faith No More, Slipknot и Papa Roach. Благодаря наличию всех особенностей жанра альбом считается эталоном Ню-метала.

## Список композиций
| №                   | Название              | Длительность |
| ------------------- | --------------------- | --- |
| 1.                  | «Smile»               | 3:33 |
| 2.                  | «Again & Again»       | 3:56 |
| 3.                  | «Emotional Times»     | 3:04 |
| 4.                  | «Now»                 | 3:23 |
| 5.                  | «1 Nite Stand»        | 3:40 |
| 6.                  | «Believed»            | 4:02 |
| 7.                  | «Mentobe»             | 3:38 |
| 8.                  | «I»                   | 4:14 |
| 9.                  | «Mirror's Reflection» | 3:11 |
| 10.                 | «Dragged Down»        | 3:31 |
| 11.                 | «Comeback»            | 4:24 |
| 12.                 | «Impact»              | 2:47 |
| Общая длительность: | Общая длительность:   | 43:22 \| № \| Название \| Длительность \| \| --- \| ------------ \| ------------ \| \| 11. \| «Day by Day» \| 3:21 \| |
| №                   | Название              | Длительность |
| 11.                 | «Day by Day»          | 3:21 |

## Чарты
| Год  | Чарт              | Позиция |
| ---- | ----------------- | ------- |
| 2000 | Heatseekers       | #6      |
| 2000 | The Billboard 200 | #160    |

### Синглы
| Год  | Песня         | Чарт                   | Позиция |
| ---- | ------------- | ---------------------- | ------- |
| 2000 | Again & Again | Mainstream Rock Tracks | #39     |
| 2001 | I             | Mainstream Rock Tracks | #34     |